# Qatars herrlandslag i ishockey
Qatars herrlandslag i ishockey representerar Qatar i ishockey på herrsidan. Första landskampen spelades i Doha den 28 februari 2014 mot Oman och förlorades med 3-9. 

### Fotnoter
1. ↑  ”Qatar vs Nations” (på engelska). Nationalteamsoficehockey. Arkiverad från originalet den 6 augusti 2016. https://web.archive.org/web/20160806142154/http://www.nationalteamsoficehockey.com/bahrain.html. Läst 31 mars 2015.